# Erna Schillig
Erna Schillig (* 27. September 1900 in Altdorf UR; † 1. Mai 1993 ebenda) war eine Schweizer Malerin, Holzschnitzerin, Illustratorin und Kunstpädagogin. Sie war Leiterin der Textilfachklasse an der Schule für Gestaltung Luzern. Zusammen mit Heinrich Danioth und weiteren Urner Künstlern, Literaten und Musikern gehörte sie zum Urner Kreis rund um den deutschen Maler August Babberger. Sie ist nicht zu verwechseln mit Erna Schilling (1884–1945) im Umfeld Ernst Ludwig Kirchners.

## Leben
Erna Schillig wuchs in Altdorf auf. Bevor sie sich der Kunst widmete, arbeitete die gelernte Krankenschwester in Genf und Château-d’Oex. Aus gesundheitlichen Gründen kehrte sie 1925 in die Innerschweiz zurück und war im Atelier des Malers Heinrich Danioth künstlerisch tätig. Die Sommermonate verbrachte sie auf dem Klausenpass, auf dem ihre Eltern ein Hotel führten. Im 2014 erschienenen Film Danioth – Der Teufelsmaler wird diese Zeit ihres Lebens und ihre Kollaboration mit Danioth thematisiert. Auf den Klausen lernte sie den deutschen Maler und Professor August Babberger kennen, der seit Jahren den Sommer in seinem Atelier auf der Balmalp verbrachte. Von 1927 bis 1930 besuchte sie Babbergers Fachklasse für dekorative Malerei und Wandmalerei an der Badischen Landeskunstschule Karlsruhe. Schillig, Babberger und dessen Gattin Anna Maria Babberger-Tobler schufen zusammen ein Gemeinschaftswerk: das Jahreszeitenbuch, das von Schillig handkoloriert wurde.
In den folgenden Jahren nahm sie Privatunterricht und wurde Babbergers Mitarbeiterin und Lebensgefährtin. Zusammen malten sie 1932 die Höfli-Kapelle in Altdorf aus und das Künstlerbuch Vom Urnersee über den Klausenpass mit Holzschnitten von Schillig und Texten von Babberger erschien. Ausserdem schrieben Schillig und Babberger das Buch Das Paradies der Höhensucher. Sommernotizen von der Klausenpasshöhe. Inspiriert von den Urner Hochgebirgslandschaften entstanden in den 1920er- und 1930er-Jahren viele Pastellmalereien, Feder- und Bleistiftzeichnungen, in denen eine abstrahierte, rhythmisierte Farbsprache erkennbar ist.
Bekannt wurde Erna Schillig durch ihre Wandbilder in Putztechnik und ihre Wandteppiche. Ihr Trachtenteppich wurde während der Weltausstellung 1937 in Paris im Schweizer Pavillon gezeigt. Nach dem Tod Babbergs und dem Ausbruch des Zweiten Weltkrieges arbeitete Schillig als Krankenschwester in einem Zuger Internierungslager. Von 1947 bis 1967 leitete sie als Professorin die Textilabteilung der Kunstgewerbeschule in Luzern und verhalf ihr zu Renommee.
Von 1967 bis zu ihrem Tod 1993 lebte sie zurückgezogen in Altdorf.
Der Nachlass von Erna Schillig, bestehend aus Zeichnungen und Druckgrafiken, Gemälden und textilen Kunstobjekten, befindet sich im Staatsarchiv Uri. 13 ihrer Werke befinden sich ausserhalb des Staatsarchivs. Das Haus für Kunst Uri zeigte Erna Schilligs Werke von März bis Mai 2015 in der Frühlingsausstellung Heinrich Danioth und Weggefährten.
Im Sommer 2023 zeigt das Haus für Kunst Uri vom 10. Juni bis 20. August die Ausstellung «Erna Schillig und ihre Musen».